# Spring Integration
Spring Integration — открытый фреймворк для интеграции корпоративных приложений. Это легковесный фреймворк, который основывается на ядре Spring. Предназначен для разработки интеграционных решений с событийно-управляемой архитектурой, либо с архитектурой основанной на обмене сообщениями.